# 1260
- Wikisource

| Calendário gregoriano                                                        | 1260 MCCLX                                           |
| Ab urbe condita                                                              | 2013                                                 |
| Calendário arménio                                                           | 709 – 710                                            |
| Calendário bahá'í                                                            | -584 – -583                                          |
| Calendário budista                                                           | 1804                                                 |
| Calendário chinês                                                            | 3956 – 3957 Início a 14 de janeiro (aproximadamente) |
| Calendário copta                                                             | 976 – 977                                            |
| Calendário etíope                                                            | 1252 – 1253                                          |
| Calendários hindus - Vikram Samvat - Calendário nacional indiano - Cáli Iuga | 1315 – 1316 1181 – 1182 4360 – 4361                  |
| Calendário Holoceno                                                          | 11260                                                |
| Calendário islâmico                                                          | 658 – 659                                            |
| Calendário judaico                                                           | 5020 – 5021                                          |
| Calendário persa                                                             | 638 – 639                                            |
| Calendário rúnico                                                            | 1510                                                 |
| Calendário solar tailandês                                                   | 1803                                                 |

1260 (MCCLX, na numeração romana) foi um ano bissexto do século XIII do Calendário Juliano, da Era de Cristo, e as suas letras dominicais foram D e C (53 semanas), teve  início a uma quinta-feira e terminou a uma sexta-feira.
No reino de Portugal estava em vigor a Era de César que já contava 1298 anos.
| Ano completo                           |
| -------------------------------------- |
| Ano bissexto com início à quinta-feira |

## Eventos
- 5 de maio - Kublai Khan se torna o governante do Império Mongol.
- 3 de setembro - Batalha de Ain Jalut: Os mamelucos vencem os mongóis na Palestina; primeira derrota decisiva dos mongóis.
- 24 de outubro - Consagração da Catedral de Chartres, em França.
- O Reino de Gao torna-se vassalo do Império do Mali.[1]

## Nascimentos
- D. Pedro Gomes do Lago, nobre medieval português.
- João Lourenço do Amaral, Senhor do Amaral.
- Paio Rodrigues de Valadares foi senhor de Valadares.
- D. Urraca Afonso de Portugal foi infanta de Portugal, senhora de Riba-Vizela e de Briteiros.
- Fernando Rodrigues de Castro, Senhor de Lemos e Sarria, m. 1304.

## Mortes
- Pedro Nunes de Gusmão, foi senhor de Gusmão, n. 1220.